# 우준석
우준석(1992년 7월 19일 ~ ) 은 전 KBO 리그 넥센 히어로즈의 내야수이다.